# 拔拔氏
拔拔氏，又稱跋氏，源自拓跋氏，是中国历史上鲜卑族的姓氏。根据《魏书·官氏志》记载，拓跋部首领拓跋邻将拓跋鲜卑分为八部，让自己的二哥统帅其中之一拔拔部，以部为氏，遂为拔拔氏，属帝室十姓之一，後魏孝文帝時實行孝文漢化政策，將拔拔氏改為长孙氏。
在不同版本《魏書》中，或寫為拓跋氏。北魏〈魏孝文帝弔比干文碑〉有「符璽郎中臣河南郡拔拔臻」，姚薇元在《北朝胡姓考》考據應為拔拔氏。